# Jutta Rantala
Jutta Rantala, född 11 november 1999 i Kjulo, är en finländsk fotbollsspelare som spelar för Leicester City. Hon spelar även för det finska landslaget.

## Klubbkarriär
Rantalas modersklubb är Euran Pallo. Hon har tidigare spelat i finska Damligan för NiceFutis, TPS, FC Honka och HJK.
Inför säsongen 2020 gick Rantala till Kristianstads DFF. Inför säsongen 2022 gick hon till Vittsjö GIK. I oktober 2022 förlängde Rantala sitt kontrakt över säsongen 2023.

## Landslagskarriär
Rantala debuterade för finska landslaget år 2020 mot Kroatien.